# Message Send Protocol
Протокол отправки сообщений (англ. MSP) — протокол прикладного уровня, используемый для отправки коротких сообщений между узлами в сети. Первоначальная версия протокола была опубликована в 1990 году. Затем в 1992 году, вышло обновление под названием Протокол отправки сообщений 2.

## Технические детали работы MSP
Протокол отправки сообщений состоит из нескольких частей:
1. Ревизия протокола — один октет, в настоящее время имеющий значение 65 (символ 'A').
2. Имя пользователя — строка, указывающая получателя сообщения. Если имя пустое, сообщение выводится на консоль. Все строки заканчиваются нулевым байтом и используют восьмибитные коды.
3. Имя терминала — строка, указывающая терминал отправителя, также заканчивается нулевым байтом.
4. Текст сообщения — основная часть сообщения.

Общая длина сообщения, включая все части и завершающие нулевые байты, не должна превышать 512 октетов.
Заголовок сообщения может включать уникальный идентификатор для отслеживания, контроль целостности и временную метку для синхронизации. Протокол поддерживает обработку ошибок, включая повторную отправку сообщений в случае потери пакетов, и может использовать кодирование данных для обеспечения совместимости и безопасности. Если сообщение слишком велико, оно может быть разделено на несколько пакетов, каждый из которых содержит информацию о своем сегменте для правильной сборки на стороне получателя.

## История развития протокола
Протокол отправки сообщений был разработан в начале 1990-х годов как часть усилий по стандартизации коммуникационных протоколов в сети Интернет. Первоначальная версия протокола, описанная в RFC 1159, была предложена Расселом Нельсоном и предназначалась для передачи коротких текстовых сообщений между узлами сети. В то время MSP рассматривался как альтернатива более сложным протоколам, таким как SMTP (Simple Mail Transfer Protocol), но с упором на минимализм и простоту реализации.
С течением времени MSP не получил широкого распространения в качестве основного протокола для передачи сообщений, но его идеи и принципы были использованы в других протоколах и системах, таких как Multiwii Serial Protocol, который применяется в беспилотных летательных аппаратах для обмена данными между бортовым компьютером и наземной станцией.

## Служба на основе TCP[5]
Служба отправки одного сообщения определяется как приложение на основе соединения на TCP. После установления соединения короткое сообщение передается от отправителя к получателю. Отправитель отключает соединение после отправки сообщения.

## Служба на основе UDP
Другая служба отправки сообщений определяется как приложение на основе датаграмм на UDP. Когда датаграмма попадает к получателю, отправителю отправляется ответная датаграмма, содержащая точно такие же данные.